# Lago Bristensee
O Lago Bristensee, localmente conhecido apenas como Bristensee, é um lago localizado no cantão de Uri, na Suíça. Este lago está localizado próximo ao sopé da Montanha Bristen e acima da aldeia de Bristen.